# Inez Plummer

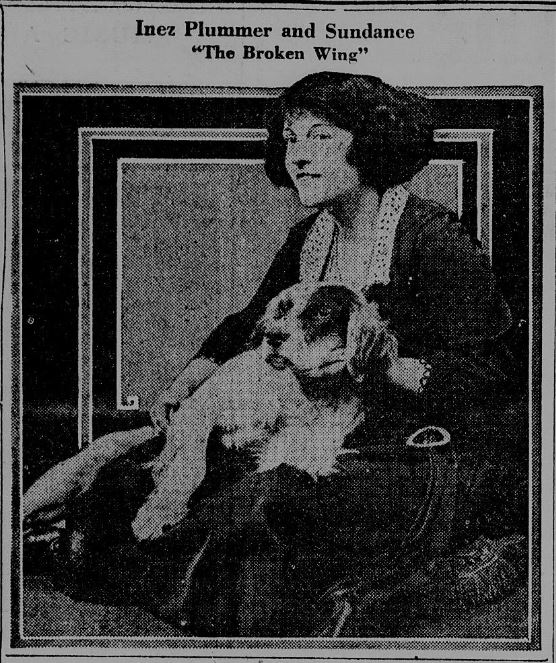
Actriz estadounidense Inez Plummer

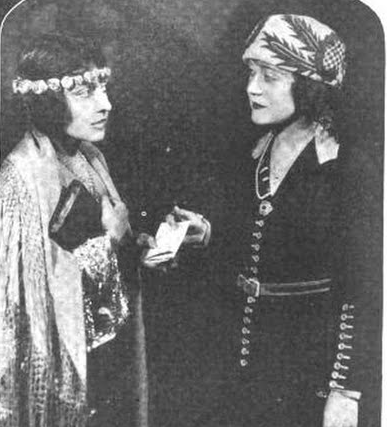
Inez Plummer y Myrtle Tannehill en una escena de The Broken Wing (1921).

Inez Plummer (entre 1884 y 1887 – octubre de 1964) fue una nativa de Siracusa, Nueva York y actriz principal de la compañía teatral de Burbank, California, en la segunda mitad del siglo 20. El padre de Plummer dirigió un teatro durante treinta y cinco años. No estaba de acuerdo con que su hija se dedicara a la actuación. Plummer ensayó su primer papel en el teatro de su padre con una compañía teatral, sin que él lo supiera. Cuando se enteró, se sorprendió, pero decidió dejarla continuar.

## Estrella teatral de Los Ángeles
Interpretó su primer papel teatral cuando tenía dos años. Hasta mediados de 1906, se contentó con interpretar papeles ingenuos, hasta que comenzó su carrera profesional como actriz. Esta comenzó el 29 de agosto de 1906 como intérprete en The Price of Money, y se prolongó hasta marzo de 1929. Su última obra fue The Octoroon, en la que interpretó el personaje de Zoe.
En noviembre de 1916 apareció en el Alhambra Theater en una producción de The High Cost of Living. Se convirtió en la protagonista femenina del Belasco Theatre  en Los Ángeles, California. Allí protagonizó The Fortune Hunter en el otoño de 1916.
De 1920 a 1921, ella y Charles Trowbridge protagonizaron The Broken Wing, una obra escrita por Paul Dickey.